# Micraphis artemisiae
Micraphis artemisiae är en insektsart som först beskrevs av Takahashi, R. 1924.  Micraphis artemisiae ingår i släktet Micraphis och familjen långrörsbladlöss. Inga underarter finns listade i Catalogue of Life.